# 狭叶野丁香
狭叶野丁香（学名：Leptodermis potanini var. angustifolia）为茜草科野丁香属下的一个变种。

## 扩展阅读
- 維基物種上的相關：狭叶野丁香